# Johnny Mandel
Johnny Mandel (23. listopadu 1925 New York – 29. června 2020) byl americký hudební skladatel, aranžér, trumpetista a pozounista. Jeho matka byla operní pěvkyně. Nejprve hrál na klavír, později přešel k trubce a nakonec k pozounu. Studoval nejprve na Manhattan School of Music a později na Juilliard School. V roce 1943 hrál na trubku v kapele houslisty Joea Venutiho a o rok později s Billym Rogersem; na pozoun hrál například v kapelách Jimmyho Dorseye, Boyda Raeburna a Chubbyho Jacksona. V letech 1951 až 1953 byl členem orchestru Elliota Lawrence a v roce 1953 hrál s Countem Basiem. Složil melodii úvodní znělky k seriálu M*A*S*H (Suicide Is Painless) a je autorem hudby k mnoha filmům, mezi které patří Písečný ptáček (1965) a Agatha (1979). V roce 2011 získal ocenění NEA Jazz Masters.